# Spott (East Lothian)
Spott ist ein Weiler in der schottischen Council Area East Lothian. Er liegt im Osten der Region rund drei Kilometer südlich von Dunbar und 15 Kilometer östlich von Haddington am Fuße der Lammermuir Hills. Die nächstgelegenen Hügel sind der Spott Dod sowie Brunt Hill und Doon Hill. Entlang der Nordflanke verläuft der Bach Spott Burn, welcher das Wasser des Stausees Pressmennan Loch nach Norden führt.

## Geschichte
Die Geschichte von Spott geht auf Elias de Spot zurück, welcher die Ländereien nach einem Treueeid an Eduard I. im Jahre 1296 erhielt. In der Vergangenheit befand sich eine Motte am Standort, deren Erdhügel jedoch nicht bis heute erhalten ist. Später entstand dort ein Tower House namens Spott House, das möglicherweise von König Jakob I. besucht wurde. Nach traditioneller Überlieferung nächtigte der Anführer der Covenanter David Leslie vor der Schlacht von Dunbar in dem Tower House. In der folgenden Nacht bot es dann dem siegreichen Oliver Cromwell Quartier.
Bis 1705 wurden in Spott House Hexenprozesse und -verbrennungen vorgenommen. Diese zählen zu den letzten belegten Prozessen in Schottland. Spott House wurde in den 1830er Jahren als Herrenhaus nach einem Entwurf von William Burn neu aufgebaut. Die meisten Häuser in Spott stammen aus dem 19. Jahrhundert. Zum Erhalt des architektonischen Charakters ist das Dorf als Gesamtanlage geschützt.